# Super Rugby 2016
Die Saison 2016 war die sechste Ausgabe von Super Rugby, einem Rugby-Union-Wettbewerb mit 18 Franchise-Mannschaften aus Australien, Neuseeland und Südafrika, sowie zum ersten Mal Teams aus Japan und Argentinien. Die Saison begann am 26. Februar 2016 und endete mit dem Finale am 6. August 2016. Es wurden insgesamt 142 Spiele ausgetragen. Die 18 Teams waren in zwei Gruppen mit jeweils zwei Conferences eingeteilt.

## Modus
Jedes Team spielt in der regulären Saison nach folgendem Muster:
- Innerhalb der Conference: Jedes Team aus den zwei Afrika-Conferences absolviert je zwei Spiele gegen die drei anderen Teams in seiner Conference (ein Heim- und Auswärtsspiel). Jedes Team der australasiatischen Gruppen spielt je zwei Spiele gegen zwei andere Teams in seiner Conference (ein Heim- und Auswärtsspiel), sowie ein Spiel (jeweils ein Heim- und Auswärtsspiel) gegen die verbliebenen zwei Teams.
- Innerhalb der Gruppe: Jedes Team absolviert ein Spiel gegen jeden Vertreter aus der anderen Conference der jeweiligen Gruppe
- Übrige Spiele: Jedes Team spielt ein Spiel gegen jeden Vertreter einer Conference der anderer Gruppe. 2016 werden die Spiele zwischen Afrika 1 und Australien, sowie zwischen Afrika 2 und Neuseeland absolviert.

Die bestplatzierten Teams der vier Conferences, die drei nächstklassierten Teams in der Gesamttabelle der australasiatische Gruppe und die nächstklassierte in der Gesamttabelle der südafrikanischen Gruppe (Wildcard) ziehen in die Play-offs ein. In den Viertelfinalen der Playoffs haben die Conference-Sieger Heimvorteil gegen die Wildcard-Teams. Es folgen Halbfinale und Finale, wobei das Heimrecht aufgrund der höheren Platzierung in der Gesamttabelle ermittelt wird.

## Ergebnisse

### Australasiatische Gruppe
Australische Conference
|     | Team     | Spiele | Siege | Unent. | Ndlg. | Spiel- punkte | Diff. | Bonus- punkte | Tabellen- punkte |
| --- | -------- | ------ | ----- | ------ | ----- | ------------- | ----- | ------------- | ---------------- |
| 01. | Brumbies | 15     | 10    | 0      | 5     | 425:326       | + 99  | 3             | 43               |
| 02. | Waratahs | 15     | 8     | 0      | 7     | 413:317       | + 96  | 8             | 40               |
| 03. | Rebels   | 15     | 7     | 0      | 8     | 365:486       | − 121 | 3             | 31               |
| 04. | Reds     | 15     | 3     | 1      | 11    | 290:458       | − 168 | 3             | 17               |
| 05. | Force    | 15     | 2     | 0      | 13    | 260:441       | − 181 | 5             | 13               |

Neuseeländische Conference
|     | Team        | Spiele | Siege | Unent. | Ndlg. | Spiel- punkte | Diff. | Bonus- punkte | Tabellen- punkte |
| --- | ----------- | ------ | ----- | ------ | ----- | ------------- | ----- | ------------- | ---------------- |
| 01. | Hurricanes  | 15     | 11    | 0      | 4     | 458:314       | + 144 | 9             | 53               |
| 02. | Highlanders | 15     | 11    | 0      | 4     | 422:273       | + 149 | 8             | 52               |
| 03. | Chiefs      | 15     | 11    | 0      | 4     | 491:341       | + 150 | 7             | 51               |
| 04. | Crusaders   | 15     | 11    | 0      | 4     | 487:317       | + 170 | 6             | 50               |
| 05. | Blues       | 15     | 8     | 1      | 6     | 374:380       | − 6   | 5             | 39               |

### Südafrikanische Gruppe
Afrika 1 Conference
|     | Team      | Spiele | Siege | Unent. | Ndlg. | Spiel- punkte | Diff. | Bonus- punkte | Tabellen- punkte |
| --- | --------- | ------ | ----- | ------ | ----- | ------------- | ----- | ------------- | ---------------- |
| 01. | Stormers  | 15     | 10    | 1      | 4     | 440:274       | + 166 | 9             | 51               |
| 02. | Bulls     | 15     | 9     | 1      | 5     | 399:339       | + 60  | 4             | 42               |
| 03. | Cheetahs  | 15     | 4     | 0      | 11    | 377:425       | − 48  | 5             | 21               |
| 04. | Sunwolves | 15     | 1     | 1      | 13    | 293:627       | − 334 | 3             | 9                |

Afrika 2 Conference
|     | Team     | Spiele | Siege | Unent. | Ndlg. | Spiel- punkte | Diff. | Bonus- punkte | Tabellen- punkte |
| --- | -------- | ------ | ----- | ------ | ----- | ------------- | ----- | ------------- | ---------------- |
| 01. | Lions    | 15     | 11    | 0      | 4     | 535:349       | + 186 | 8             | 52               |
| 02. | Sharks   | 15     | 9     | 1      | 5     | 360:269       | + 91  | 5             | 43               |
| 03. | Jaguares | 15     | 4     | 0      | 11    | 376:427       | − 51  | 6             | 22               |
| 04. | Kings    | 15     | 2     | 0      | 13    | 282:684       | − 402 | 1             | 9                |

Die Punkte werden wie folgt verteilt:
- 4 Punkte bei einem Sieg
- 2 Punkte bei einem Unentschieden
- 0 Punkte bei einer Niederlage (vor möglichen Bonuspunkten)
- 1 Bonuspunkt für drei oder mehr Versuche Unterschied, unabhängig vom Endstand
- 1 Bonuspunkt bei einer Niederlage mit maximal sieben Punkten Unterschied
- Jedes Teams hat zwei Freilose und erhält dafür im Gegensatz zu den Vorjahren keine Punkte gutgeschrieben.

## Finalrunde

### Viertelfinale
| 22. Juli 2016 18:00 AEST | Brumbies                                     | 9 : 15         | Highlanders                                                                                         | Canberra Stadium, Canberra Zuschauer: 8.559 Schiedsrichter: Angus Gardner (Australien) |
| 22. Juli 2016 18:00 AEST | Straftritte: Lealiʻifano (3/5) 11., 18., 52. | (6:10) Bericht | Versuche: Naholo 37. erh. Squire 57. n.erh. Erhöhungen: Sopoaga (1/2) Straftritte: Sopoaga (1/3) 5. | Canberra Stadium, Canberra Zuschauer: 8.559 Schiedsrichter: Angus Gardner (Australien) |

| 23. Juli 2016 19:35 NZST | Hurricanes | 41 : 0         | Sharks | Westpac Stadium, Wellington Zuschauer: 17.895 Schiedsrichter: Glen Jackson (Neuseeland) |
| 23. Juli 2016 19:35 NZST | Versuche: Uhila 17. n.erh. Marshall 21. n.erh. Woodward 47. erh. Fifita 50. erh. Perenara 59. erh. Shields 80. erh. Erhöhungen: Barrett (3/5) Woodward (1/1) Straftritte: Barrett (1/1) 14. | (13:0) Bericht |        | Westpac Stadium, Wellington Zuschauer: 17.895 Schiedsrichter: Glen Jackson (Neuseeland) |

| 23. Juli 2016 16:30 SAST | Lions | 42 : 25         | Crusaders | Ellis-Park-Stadion, Johannesburg Schiedsrichter: Craig Joubert (Südafrika) |
| 23. Juli 2016 16:30 SAST | Versuche: Skosan 2. n.erh. van Rensburg 7. erh. Marx 40. erh. Combrinck 69. erh. Cronjé 74. erh. Erhöhungen: Jantjies (4/5) Straftritte: Jantjies (2/3) 15., 62. Dropgoals: Jantjies (1/1) 54. | (22:10) Bericht | Versuche: Crotty 33. erh. Drummond 63. erh. Volavola 80. n.erh. Erhöhungen: Moʻunga (2/3) Straftritte: Mo'unga (2/2) 20., 47. | Ellis-Park-Stadion, Johannesburg Schiedsrichter: Craig Joubert (Südafrika) |

| 23. Juli 2016 19:00 SAST | Stormers                                                                                 | 21 : 60         | Chiefs | Newlands-Stadion, Kapstadt Schiedsrichter: Jaco Peyper (Südafrika) |
| 23. Juli 2016 19:00 SAST | Versuche: Koch 11. erh., 39. erh. Carr 72. erh. Erhöhungen: du Preez (2/2) Thomson (1/1) | (14:34) Bericht | Versuche: McNicol 14. erh. Weber 17. erh. Sanders 24. erh. Lowe 34. erh. McKenzie 46. n.erh. Elliot 75. erh. Koloamatangi 79. erh. Kerr-Barlow 81. erh. Erhöhungen: McKenzie (7/8) Straftritte: McKenzie (2/2) 4., 29. | Newlands-Stadion, Kapstadt Schiedsrichter: Jaco Peyper (Südafrika) |

### Halbfinale
| 30. Juli 2016 19:35 NZST | Hurricanes | 25 : 9         | Chiefs                                    | Westpac Stadium, Wellington Zuschauer: 25.600 Schiedsrichter: Angus Gardner (Australien) |
| 30. Juli 2016 19:35 NZST | Versuche: Halaholo 7. n.erh. Barrett 35. erh. Vito 48. erh. Erhöhungen: Barrett (2/3) Straftritte: Barrett (2/2) 33., 56. | (15:6) Bericht | Straftritte: McKenzie (3/4) 11., 40., 52. | Westpac Stadium, Wellington Zuschauer: 25.600 Schiedsrichter: Angus Gardner (Australien) |

| 30. Juli 2016 17:00 SAST | Lions | 42 : 30        | Highlanders | Ellis-Park-Stadion, Johannesburg Schiedsrichter: Jaco Peyper (Südafrika) |
| 30. Juli 2016 17:00 SAST | Versuche: Elton Jantjies 12. erh. van Rensburg 24. erh. Skosan 46. n.erh. Kriel 55. erh. Erasmus 73. erh. Erhöhungen: Jantjies (4/5) Straftritte: Jantjies (3/3) 21., 45., 52. | (17:6) Bericht | Versuche: Faddes 48. n.erh. Sopoaga 66. n.erh. Naholo 75. erh. Wheeler 82. erh. Erhöhungen: Sopoaga (2/4) Straftritte: Sopoaga (2/3) 19., 40. | Ellis-Park-Stadion, Johannesburg Schiedsrichter: Jaco Peyper (Südafrika) |

### Finale
| 6. August 2016 19:35 NZST | Hurricanes                                                                                             | 20 : 3         | Lions                           | Westpac Stadium, Wellington Zuschauer: 39.000 Schiedsrichter: Glen Jackson (Neuseeland) |
| 6. August 2016 19:35 NZST | Versuche: Jane 22. erh. Barrett 69. erh. Erhöhungen: Barrett (2/2) Straftritte: Barrett (2/2) 12., 52. | (10:3) Bericht | Straftritte: Jantjies (1/3) 26. | Westpac Stadium, Wellington Zuschauer: 39.000 Schiedsrichter: Glen Jackson (Neuseeland) |

| 15                 | James Marshall      |     |     |     |
| 14                 | Cory Jane           |     |     |     |
| 13                 | Matt Proctor        |     |     |     |
| 12                 | Willis Halaholo     | 50. |     |     |
| 11                 | Jason Woodward      | 70. |     |     |
| 10                 | Beauden Barrett     |     |     |     |
| 09                 | TJ Perenara         | 77. |     |     |
| 08                 | Victor Vito         |     |     |     |
| 07                 | Ardie Savea         |     |     |     |
| 06                 | Brad Shields        | 74. |     |     |
| 05                 | Michael Fatialofa   | 74. |     |     |
| 04                 | Vaea Fifita         |     |     |     |
| 03                 | Ben May             | 52. |     |     |
| 02                 | Dane Coles          | 43. | 57. | 60. |
| 01                 | Loni Uhila          |     |     |     |
| Auswechselspieler: |                     |     |     |     |
| 16                 | Ricky Riccitelli    | 43. | 57. | 60. |
| 17                 | Chris Eves          | 52. |     |     |
| 18                 | Mike Kainga         | 76. |     |     |
| 19                 | Mark Abbott         | 74. |     |     |
| 20                 | Callum Gibbins      | 74. |     |     |
| 21                 | Jamison Gibson-Park | 77. |     |     |
| 22                 | Vince Aso           | 50. |     |     |
| 23                 | Julian Savea        | 70. |     |     |
| Trainer:           |                     |     |     |     |
| Chris Boyd         |                     |     |     |     |

| 15                 | Andries Coetzee          | 70. |     |     |
| 14                 | Ruan Combrinck           |     |     |     |
| 13                 | Lionel Mapoe             |     |     |     |
| 12                 | Rohan Janse van Rensburg | 57. | 65. | 74. |
| 11                 | Courtnall Skosan         |     |     |     |
| 10                 | Elton Jantjies           |     |     |     |
| 09                 | Faf de Klerk             | 68. |     |     |
| 08                 | Warren Whiteley          | 70. |     |     |
| 07                 | Warwick Tecklenburg      |     |     |     |
| 06                 | Jaco Kriel               |     |     |     |
| 05                 | Franco Mostert           |     |     |     |
| 04                 | Andries Ferreira         | 74. |     |     |
| 03                 | Julian Redelinghuys      | 74. |     |     |
| 02                 | Malcolm Marx             | 70. |     |     |
| 01                 | Dylan Smith              |     |     |     |
| Auswechselspieler: |                          |     |     |     |
| 16                 | Akker van der Merwe      | 70. |     |     |
| 17                 | Corné Fourie             | 70. |     |     |
| 18                 | Jacques van Rooyen       | 74. |     |     |
| 19                 | Lourens Erasmus          | 74. |     |     |
| 20                 | Ruan Ackermann           | 70. |     |     |
| 21                 | Ross Cronjé              | 68. |     |     |
| 22                 | Howard Mnisi             | 57. | 65. | 74. |
| 23                 | Jaco van der Walt        | 70. |     |     |
| Trainer:           |                          |     |     |     |
| Johan Ackermann    |                          |     |     |     |

## Statistik
Quelle: SARU

### Meiste erzielte Versuche
| Rang | Spieler                  | Mannschaft  | Versuche |
| ---- | ------------------------ | ----------- | -------- |
| 1.   | Israel Folau             | Waratahs    | 11       |
| 2.   | Damian McKenzie          | Chiefs      | 10       |
| 2.   | Courtnall Skosan         | Lions       | 10       |
| 2.   | Matt Faddes              | Highlanders | 10       |
| 2.   | Rohan Janse van Rensburg | Lions       | 10       |

### Meiste erzielte Punkte
| Rang | Spieler         | Mannschaft  | Punkte |
| ---- | --------------- | ----------- | ------ |
| 1.   | Beauden Barrett | Hurricanes  | 223    |
| 2.   | Damian McKenzie | Chiefs      | 199    |
| 3.   | Elton Jantjies  | Lions       | 190    |
| 4.   | Lima Sopoaga    | Highlanders | 186    |
| 5.   | Richard Mo'unga | Crusaders   | 179    |